# Moumoulous
Moumoulous ist eine französische Gemeinde mit 44 Einwohnern (Stand 1. Januar 2022) im Département Hautes-Pyrénées in der Region Okzitanien (vor 2016: Midi-Pyrénées). Sie gehört zum Arrondissement Tarbes und zum Kanton Val d’Adour-Rustan-Madiranais.
Die Einwohner werden Moumoulous und Moumoulouses genannt.

## Geographie
Die Gemeinde Moumoulous liegt am Lurus, circa 19 Kilometer nordöstlich von Tarbes an der Grenze zum Département Gers.
Umgeben wird Moumoulous von den drei Nachbargemeinden:
|                       | Montégut-Arros (Gers)                       |          |
|                       | Kompassrose, die auf Nachbargemeinden zeigt | Fréchède |
| Saint-Sever-de-Rustan |                                             |          |

## Einwohnerentwicklung

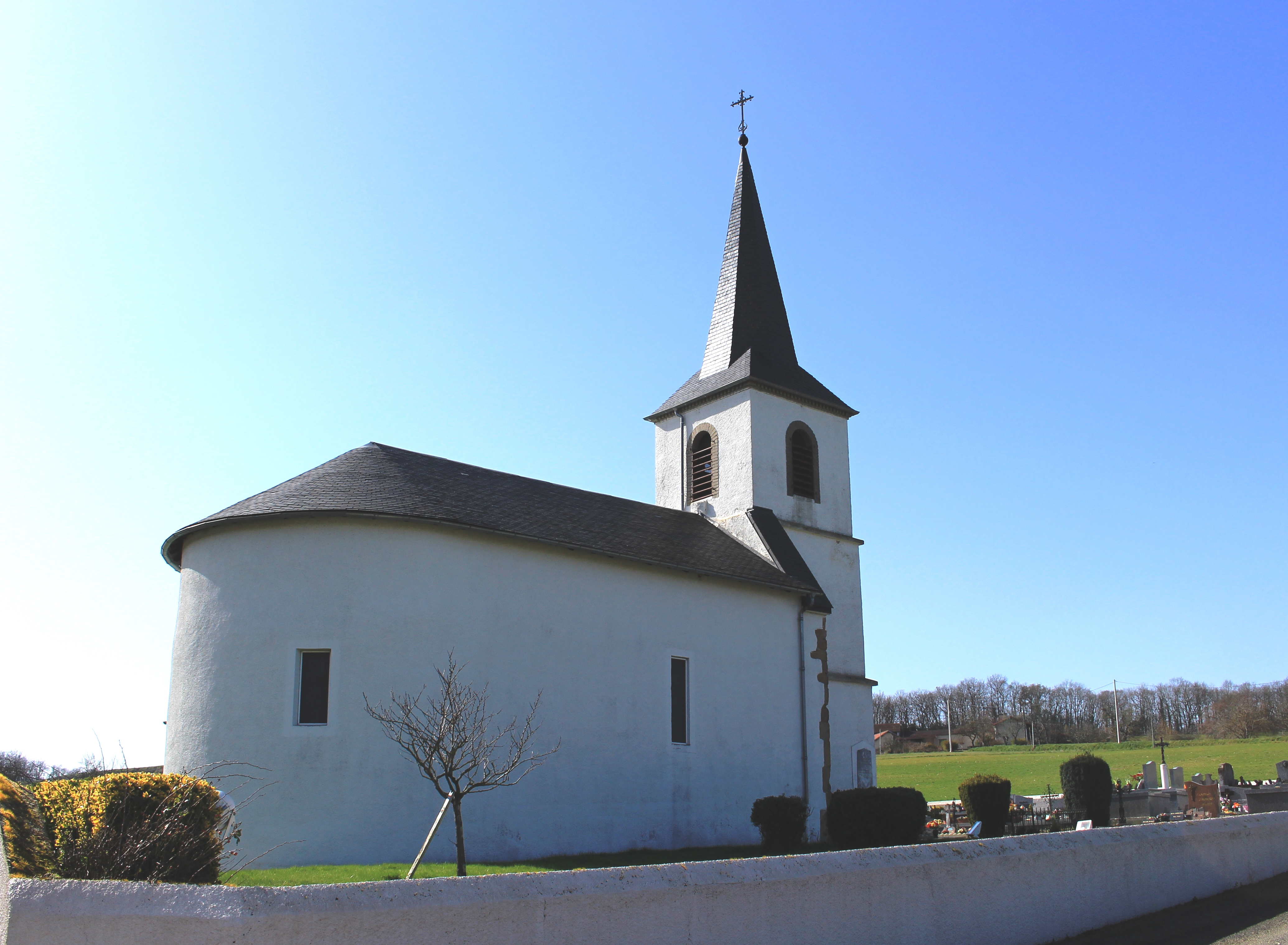
Pfarrkirche Martyre-de-Saint-Jean-Baptiste

Nach Beginn der Aufzeichnungen stieg die Einwohnerzahl bis zur Mitte des 19. Jahrhunderts auf einen Höchststand von 205. In der Folgezeit sank die Größe der Gemeinde bei kurzen Erholungsphasen bis heute.
| Jahr      | 1962 | 1968 | 1975 | 1982 | 1990 | 1999 | 2006 | 2011 | 2022 |
| --------- | ---- | ---- | ---- | ---- | ---- | ---- | ---- | ---- | ---- |
| Einwohner | 99   | 80   | 82   | 68   | 65   | 57   | 50   | 45   | 44   |

## Sehenswürdigkeiten
- Pfarrkirche Saint-Laurent

## Wirtschaft und Infrastruktur
Moumoulous liegt in den Zonen AOC der Schweinerasse Porc noir de Bigorre und des Schinkens Jambon noir de Bigorre.

### Verkehr
Moumoulous ist über die Routes départementales 6 und 606 (Gers: 542) erreichbar.